# Lista de prefeitos de Vieiras
Esta é a lista de prefeitos e vice-prefeitos do município de Vieiras, estado brasileiro de Minas Gerais.
| Nº | Prefeito                      | Imagem                         | Partido                                      | Vice-prefeito                                                 | Início do mandato       | Fim do mandato                                  | Observações                                                    |
| 1  | Francisco Rabelo              |                                | Partido Social Democrático PSD               | Adalberto Menezes de Oliveira                                 | 12 de dezembro de 1953  | 1954                                            | Intendente                                                     |
| 2  | João de Oliveira Antunes      |                                | Partido Social Democrático PSD               | Celso Octavio do Prado                                        | 1955                    | 1955                                            | Intendente                                                     |
| 3  | Vicente Montezano Filho       |                                | Partido Social Democrático PSD               | Raul Jobim Bittencourt                                        | 1955                    | 1959                                            | Prefeito eleito                                                |
| 4  | João Fava                     |                                | União Democrática Nacional UDN               | Joaquim Moreira de Sousa                                      | 1959                    | 1963                                            | Prefeito eleito                                                |
| 5  | Sebastião Dias Filho          |                                | Aliança Renovadora Nacional ARENA            | Fernando Augusto Ribeiro                                      | 1963                    | 1967                                            | Prefeito eleito                                                |
| 6  | João Fava                     |                                | Aliança Renovadora Nacional ARENA            | Gustavo de Sá Lessa                                           | 1967                    | 1971                                            | Prefeito eleito                                                |
| 7  | Olavo Luiz Breijão            |                                | Aliança Renovadora Nacional ARENA            | Fernando de Azevedo                                           | 1971                    | 31 de janeiro de 1973                           | Prefeito eleito                                                |
| 8  | José Soares de Souza Filho    |                                | Aliança Renovadora Nacional ARENA            | Éder Toledo de Magalhães                                      | 1º de fevereiro de 1973 | 31 de janeiro de 1977                           | Prefeito eleito                                                |
| 9  | Éder Toledo de Magalhães      |                                | Partido Democrático Social PDS               | Alair Accioly Antunes                                         | 1º de fevereiro de 1977 | 31 de janeiro de 1983                           | Prefeito eleito                                                |
| 10 | Juvenal Soares Duarte         |                                | Partido Democrático Social PDS               | Pedro Rodrigues de Faria                                      | 1º de fevereiro de 1983 | 1986                                            | Prefeito eleito (renunciou ao cargo)                           |
| 11 | Pedro Rodrigues de Faria      |                                | Partido da Frente Liberal PFL                | —                                                             | 1986                    | 31 de dezembro de 1988                          | Vice-prefeito eleito (assumiu o cargo por renúncia do titular) |
| 12 | Éder Toledo de Magalhães      |                                | Partido Democrata Cristão PDC                | Manuel Garcia Filho                                           | 1º de janeiro de 1989   | 31 de dezembro de 1992                          | Prefeito e vice eleitos em sufrágio universal                  |
| 13 | Olavo Luiz Breijão            |                                | Partido da Frente Liberal PFL                | Sebastião Dayrell de Lima                                     | 1º de janeiro de 1993   | 31 de dezembro de 1996                          | Prefeito e vice eleitos em sufrágio universal                  |
| 14 | Onofre Soares                 |                                | Partido da Social Democracia Brasileira PSDB | Mário Bernardo Garnero                                        | 1º de janeiro de 1997   | 31 de dezembro de 2000                          | Prefeito e vice eleitos em sufrágio universal                  |
| 15 | Juvenal Soares Duarte         |                                | Partido da Frente Liberal PFL                | Paulo dos Santos Maia (PFL)                                   | 1º de janeiro de 2001   | 31 de dezembro de 2004                          | Prefeito e vice eleitos em sufrágio universal                  |
| 16 | Éder Toledo de Magalhães      |                                | Partido da Frente Liberal PFL                | Paulo dos Santos Maia (PFL)                                   | 1º de janeiro de 2005   | 31 de dezembro de 2008                          | Prefeito eleito e vice reeleito                                |
| 17 | Waldinei Chicareli de Andrade |                                | Partido dos Trabalhadores PT                 | Wenceslau de Figueiredo Filho (PSDB)/(PSB)                    | 1º de janeiro de 2009   | 31 de dezembro de 2012                          | Prefeito e vice eleitos em sufrágio universal                  |
| 17 | Waldinei Chicareli de Andrade | 1º de janeiro de 2013          | Partido dos Trabalhadores PT                 | Wenceslau de Figueiredo Filho (PSDB)/(PSB)                    | 31 de dezembro de 2016  | Prefeito e vice reeleitos em sufrágio universal |                                                                |
| 18 | Adriano dos Santos            |                                | Partido dos Trabalhadores PT                 | Jucimar Pedro da Silveira (PT)                                | 1º de janeiro de 2017   | 31 de dezembro de 2020                          | Prefeito e vice eleitos em sufrágio universal                  |
| 19 | Ricardo Celles Maia           |                                | Partido Trabalhista Brasileiro PTB           | Antônio Augusto Gouvêa Passos (PTB) até 2023 (PSDB) após 2023 | 1º de janeiro de 2021   | 31 de dezembro de 2024                          | Prefeito e vice eleitos em sufrágio universal                  |
| 19 | Ricardo Celles Maia           | Partido Social Democrático PSD | 1° de janeiro de 2025                        | Antônio Augusto Gouvêa Passos (PTB) até 2023 (PSDB) após 2023 | Atualidade              | Prefeito e vice reeleitos em sufrágio universal |                                                                |